# 내일의 안녕
《내일의 안녕》(Ma ma)은 프랑스에서 제작된 훌리오 메뎀 감독의 2015년 드라마 영화이다. 페넬로페 크루즈 등이 주연으로 출연하였고 페넬로페 크루즈 등이 제작에 참여하였다. 2015년 토론토 국제영화제의 스페셜 프레젠테이션스 부문에서 상영되었다.

## 줄거리
마그다는 실직한 교사이다. 그녀는 유방암 진단을 받아 투병하고 있다. 그녀와 가까이 있는 사람들과의 예측치 못한 유대를 형성한다.

## 출연

### 주연
- 페넬로페 크루즈
- 루이스 토사
- 에시어 엑센디아

### 조연
- 테오 플라넬
- 알렉스 브렌데뮬
- 애나 히메네스

## 기타
- 분장: 아나 로자노
- 의상: 카를로스 디에즈
- 배역: 애나 세인스-트라파가
- 배역: 패트리샤 알바레즈 드 미란다